# Växjösjön
Växjösjön er en svensk sø i Växjö, Kronobergs län, i det sydlige Småland. 
Rundt om søen er der en sti på omkring 5 kilometer. 
Ved Växjösjön ligger vandlandet Aqua Mera, parken Strandbjörket og Växjö Centrallasarett.  I Växjösjön har det i et par år været muligt at fiske krebs.
56°52′00″N 14°48′40″Ø / 56.86667°N 14.81111°Ø